# José Bento de Araújo (Cavaleiro)
José Bento de Araújo (Lisboa, 1852 - Lisboa, 2 de setembro de 1924) foi um cavaleiro tauromáquico profissional português.

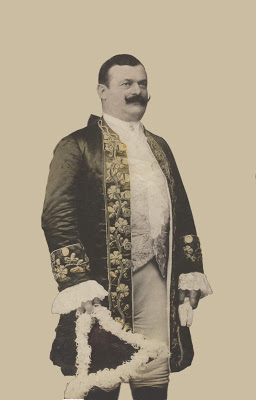
José Bento de Araújo

## Família
José Bento de Araújo era filho de António Domingos de Araújo e de Custódia de Jesus.

## Biografia

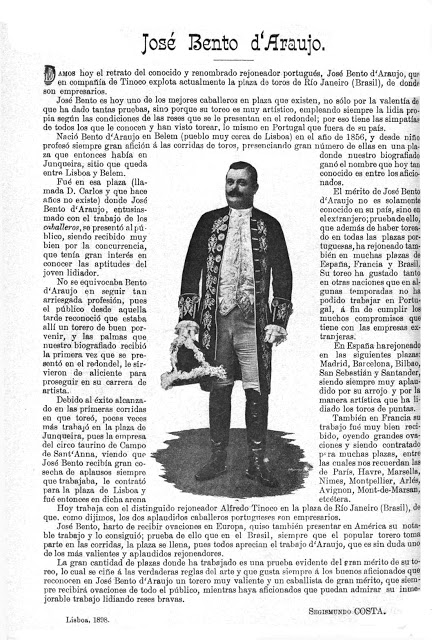
REVISTA SOL Y SOMBRA - Semanario Taurino Ilustrado, Madrid - 14 de Abril de 1898

Estreou-se na praça da Junqueira em 1874, numa corrida de vacas, tornando-se logo notável. Mais tarde tomou parte numa corrida em Sacavém, apresentando-se depois na extinta praça do Campo de Sant`Ana, toireando sempre com geral agrado, ao lado de Manuel Mourisca, José Monteiro e António Monteiro. Correu depois todas as praças das provincias, onde era recebido com aplausos por todo o público, e dia a dia alcançava os mais assinalados triunfos da sua carreira gloriosa de artista.
Extinta a praça do Campo de Sant`Ana, José Bento ainda se conservou entre nós muito tempo e mais tarde partiu para o estrangeiro, toireando em Paris, Nîmes, Avignon, Marselha e outras praças, obtendo ali mais êxitos e a estima e consideração dos franceses. Os jornais daquele país teceram-lhe os maiores elogios, considerando-o um dos toireiros mais valentes e notáveis da tauromaquia portuguesa.
Depois de dois anos de ausência voltou no ano de 1893 à sua Pátria, sendo acolhido com o maior entusiasmo, como se viu na primeira corrida a que assistiu no Campo Pequeno, em que foi aclamado por todo o público.
Trabalhou em diversas praças espanholas, inclusive nas de Madrid e San Sebastian, matando numa corrida um toiro a rojão.
Nas sortes de gaiola, que fazia com todo o brilhantismo era exímio, como o demonstrou nas corridas em que toireou na praça do Campo Pequeno. Bom pulso e consentindo muito os toiros, o seu trabalho era sempre o mais correcto e luzido possível e raramente se via um ferro, colocado pelo aplaudido cavaleiro, que não ficasse no seu lugar. Dotado de uma coragem que ia além dos limites da vulgaridade, para ele não havia toiros que se não pudessem lidar. Fazia-lhe tanta diferença ter de toirear um toiro puro como um com oito ou nove praças. Para ele era a mesma coisa. Fossem corridos ou puros os toiros que tinha pela frente, as farpas eram-lhes metidas até onde custavam dinheiro!…
Nas suas atitudes perante qualquer problema de carácter colectivo também era enérgico e desassombrado. Quando da célebre greve dos cavaleiros que passaram para a praça de Algés, José Bento foi um dos principais promotores do movimento e tudo por causa do aumento de 10$00 réis por corrida que eles reclamavam. Nesse tempo os cavaleiros venciam 125$000 réis. O assunto depois resolveu-se e todos voltaram ao Campo Pequeno.
Pepe Luis, em Lisboa das Toiradas dizia: "Ainda há quem, como nós, se lembre das festas artísticas do referido cavaleiro que chegou a trazer os salteadores landeses que «voavam» por cima dos toiros; o célebre D. Tancredo Lopez Don Tancredo – o autêntico; e os lutadores do Coliseu, destacando-se um francês que conseguiu fazer uma pega de cara e ficou ferido na cabeça, saindo, portanto vencedor aos pontos … naturais!"
José Bento foi um cavaleiro muito popular e, pelo seu feitio alegre, o escritor e cronista taurino portuense Guedes de Oliveira admirava-o bastante, afirmando a tal respeito que corrida sem Zé Bento tinha aspecto de drama!…
Foi sete vezes ao Brasil, onde agradou bastante, chegando a levar daqui alguns curros de toiros e, para isso, alugou, uma das vezes, uns cerrados, onde conservava os animais. Um amigo, em certa ocasião, deu-lhe a guardar uma bezerra e, tempos depois, foi por ela, mas recebeu a surpresa de não a encontrar. E quando perguntou pela bezerra a José Bento, este, imperturbável, respondeu: «Comemose-a»! Mais tarde a bezerra apareceu e o caso não passou duma brincadeira do divertido artista.
No Cartaxo, numa corrida da feira dos Santos, sofreu uma violentíssima colhida e em resultado da mesma, os médicos queriam amputar-lhe uma perna, o que ele, deliberadamente, não consentiu. E assim evitou de ser convertido num manco!
Quando José Bento esteve em Nimes, e para documentar o sucesso que obteve em França, o periódico tauromáquico local Le Picador, de 28 de Maio de 1893, publicou uma poesia dedicada ao aplaudido cavaleiro que terminava desta forma:
« Tu es l`enfant gâté des espectateurs nimois,
Redouble donc d`ardeur, car pour eux, tu le vois,
Il faut non seulement planter tes javelines
Mais leur montrer aussi ce que chacun divine :
Le goût parfait de l`art, qui fait seul leur régal,
Pour que tu puisses d`eux parler en Portugal »
Toireou até aos sessenta e tantos anos e a última corrida foi na vila de Cascais, em que ao cair do cavalo, por efeito dumas tonturas e depois de o seu grande amigo e peão oportuno Manuel dos Santos lhe fazer o quite, exclamou:
- Não quero mais. Vi dois toiros em vez de um!
Temos presente o seguinte episódio: no começo duma corrida no Campo Pequeno, saíu José Casimiro para receber o ferro das mãos do matador. Entretanto surgiu um velho de boa figura, calvo, a pedir ao artista espanhol que o deixasse fazer a entrega. Assim sucedeu e não sem a surpresa do matador perante um acto para ele tão misterioso. O velho, ainda com a figura desempenada, era José Bento que depois de colocar a farpa na mão do cavaleiro, se voltou para o público e o saudou, levantamdo os dois braços e retirando-se cabisbaixo, a chorar. Era a verdadeira e angustiosa despedida de José Bento, o que para muitas pessoas passou despercebido.
No alto da frontaria de dum prédio de sua propriedade, ao fundo da Rua da Sociedade Farmacêutica, está um painel de azulejos de grandes dimensões em que se encontra reproduzida a máscula figura de José Bento de Araújo, fardado, montando um soberbo cavalo de cortesias. Esse trabalho artístico constitui uma expressiva recordação daquele que foi popularíssimo toireiro e que possuia tanta valentia como espírito e bondade

## Descendência
Casou em 1ªs nupcias com Marcelina da Conceicao (filha de Jose Joaquim Peneira e Brazilizia Anastacia) e tiveram 3 filhos:
- Nazare
- Pedro
- Francisco Jose Bento de Araujo

Casou em segundas núpcias com Maria José Nunes Relvas e tiveram 3 filhos:
- Delfina Rosa Relvas (n. Arganil, Folques) casada com António Nunes Pereira e tiveram Joaquim Nunes Pereira (*1912, Lisboa, S.Jorge de Arroios, Anjos)
- Francisco Bento Araújo
- Lídia Ondina Anjos (n. 28.12.1885 e m. Oeiras, Carnaxide 22.8.1950)